# Cratere Paks
Paks  è un cratere sulla superficie di Marte.